# Melodish
『melodish』（メロディッシュ）は、瓜生明希葉の3枚目のアルバム。2006年12月2日発売。

## 解説
- 1年前にリリースされたミニアルバム『Omni-bus』に続いて収録曲が少ないミニアルバム仕様。
- 全楽曲の作詞・作曲を担当している。
- 所属事務所が運営するcubit clubオンラインショップでのみ、本人デザインの小皿が付いた限定CDが50セット限定で販売された。

## 収録曲
1. between knife and forks
2. 恋のテクスチャー
3. 喫茶デプレ
4. 圏外の街
5. natural woman
メナード化粧品「薬用ビューネ」CM曲
6. 違う夜
7. KEEP LEFT